# 丸山薫 (漫画家)
丸山 薫（まるやま かおる）は、日本の漫画家、イラストレーター、Flashアニメーター。東京都在住。2011年から2016年まで、『Fellows!』およびその後継の『ハルタ』にて『事件記者トトコ!』を連載していた。

## 作品リスト

### 漫画

#### 単行本
- ストレニュアス・ライフ（『コミックビーム』、エンターブレイン、2011年6月15日、ISBN 978-4-0472-7327-6）
- 事件記者トトコ！（エンターブレイン→KADOKAWA）
  1. 2012年2月15日、ISBN 978-4-0472-8705-1
  2. 2014年2月15日、ISBN 978-4-04-729439-4
  3. 2015年3月14日、ISBN 978-4-04-730273-0
  4. 2016年7月15日、ISBN 978-4-04-730929-6
- 司書正（『ハルタ』Vol.84[2] - 、KADOKAWA、2023年[3] - 刊、既刊3巻）
- 図書室のキハラさん（ 2025年04月15日、ISBN 978-4-04-737633-5）

#### 単行本未収録作品
- ビジュアルウェポンイラスト（『電撃hp』 vol.27（2003年12月10日発売）掲載）
- 海防点景（『電撃hp』、短期集中連載、2005年） - イラストノベル
- マール王国の人形姫（『キャラぱふぇ』、コミカライズ連載、2008年）
- 星の池（『S-Fマガジン』2013年10月号）
- ショーン・ヘイゼル探偵事務所（『ハヤカワ・ミステリ・マガジン』2018年9月号）
- つれづれ虫（青土社『ユリイカ』2021年3月号）

#### 参加アンソロジー
- Swimsuits Fellows! 2009（エンターブレイン、2009年8月12日、ISBN 978-4-7577-5027-2）
- Awesome Fellows!（エンターブレイン、2011年3月11日、ISBN 978-4-04-727149-4）

### 小説表紙イラスト&挿画
- 世界おもしろ比較文化紀行1 トイレはどこですか？ （著者：小屋一平、心交社、2001年3月）
- 世界おもしろ比較文化紀行2 ビッグマックプリーズ!! （著者：小屋一平、心交社、2001年12月）
- シュプルのおはなし シリーズ （著者：雨宮諒、電撃文庫、2004年 - 2005年）
- お江戸でポン! お玉かわら版 （著者：松坂風香、カラフル文庫、2005年5月）
- トレイン探偵北斗　シリーズ（著者：高森千穂、ポプラ社、2005年 - 2006年）
- うわさの雨少年(レインボーイ)（著者：宮下恵茉、ポプラ社、2008年3月）
- 洗い屋お姫捕物帳（著者：越水利江子、国土社、2008年10月）
- マール王国の人形姫 天使が奏でる愛のうた（神代創、ファミ通文庫、2008年10月）

### 小説表紙イラスト
- 虹色ほたる 〜永遠の夏休み〜（著者：川口雅幸、アルファポリス、2007年7月）
- からくり夢時計 DREAM∞CLOCKS （著者：川口雅幸、アルファポリス、2008年10月）
- UFOがくれた夏 （著者：川口雅幸、アルファポリス、2013年7月）
- 幽霊屋敷のアイツ（著者:川口雅幸、アルファポリス、2017年）

### その他
- NAVICOM PRESS 表紙イラスト・4コマ漫画（ベネッセコーポレーション、2000年-2002年）
- JAWACON 2005ポスターイラスト
- Flashアニメーション「吉野の姫」自主制作（2005年）
- 講談社MiChao!　CMムービー制作（2006年）
- FROGMANトリビュートムービー制作（「蛙男商会の本」FROGMAN監修／講談社）
- 東京国際アニメフェア2007 クリエーターズワールド出展
- DigiCon6 オープニング/エンディングアニメーション制作（BS-i（現BS-TBS）2007年）
- アンティフォナの聖歌姫 〜天使の楽譜 Op.A〜　キャラクターデザイン（日本一ソフトウェア、2009年）
- イヴの時間 劇場版 エンディングイラスト（2010年）
- COMITIA97 チラシイラスト（2011年）
- グループ展「7 Stella's Christmas 〜ななつの夢見星〜」参加（2011年）
- 「エハガキフェローズ」ご当地イラスト（2012年）
- 合作漫画「フェローズのできるまで」参加（小学館『ゲッサン』2012年3月号）
- 「角☆コミ2012夏」石川県イラスト（2012年）